# Onani Master Kurosawa
 (avril 2023).
Onani Master Kurosawa (オナニーマスター黒沢, Onanī masutā Kurosawa) est un manga de 2006 scénarisé par Katsura Ise et illustré par Yokota Takuma. Publiée en quatre volumes tankōbon par l'éditeur Neetsha, l'histoire s'est ensuite poursuivie dans les deux chapitres du light novel intitulés Onani Master Kurosawa - After the Juvenile.

## Histoire
Kakeru Kurosawa va au collège et se traîne jour après jour à l'école, incapable de supporter la compagnie des professeurs ou de ces camarades de classe. Sa seule consolation est son passe-temps de l'après-midi qui est devenu pour lui une routine : aller après l'école dans la salle de bain des filles pour se masturber, en pensant à chaque fois à une camarade de classe.
Confiant dans son impunité, Kakeru est un jour surpris par une étudiante timide. Elle s'avère être sa camarade de classe Aya Kitahara, qui est harcelée par un groupe de filles. Lorsque pour venger la jeune fille des persécutions et humiliations subies, Kurosawa s'empare des uniformes des harceleuses et éjacule dessus, on n'imagine certainement pas que Kitahara reviendra vers lui pour le faire chanter.
En effet, Aya lui demande d'infliger la même vengeance à d'autres cibles, sous peine de signaler ses activités de l'après-midi à l'autorité scolaire. Kakeru n'a d'autre choix que de se plier aux ordres de Kitahara. Pendant ce temps Kurosawa finit par approcher de façon inattendue quelques camarades, le roi otaku Nagaoka et Takigawa, populaire et sympathique. Avec eux, Kitahara et le nerd Pizzata, Kurosawa passe sa dernière année de voyage scolaire, réussissant même à dissoudre le pacte de chantage avec Kitahara.
Cependant, lorsqu'il s'avère que Nagaoka et Takigawa se sont mis en coules, Kakery et Aya qui étaient respectivement amoureux de ces deux personnages sont pris de jalousie: Kitahara demande à son partenaire de pouvoir ruiner l'harmonie du couple et il accepte.
Cependant, saisi d'un sentiment de culpabilité, le garçon finit par se dénoncer, gagnant l'aversion de la classe et le surnom de Maître Onani. Constamment victime d'intimidation et d'ostracisme, Kurosawa supporte tout stoïquement, enfin en paix avec lui-même pour avoir dit la vérité. Au fil du temps, il parvient même à renouer avec de vieux amis et à se lier d'amitié avec Sugawa, l'un des tyrans qui a opprimé Aya, dont il découvre la face cachée.
Des années plus tard, alors que le lycée a déjà commencé, son ancienne classe organise une réunion. Tout le monde participe avec joie, la seule qui manque est Kitahara. Il est révélé qu'elle est devenue une neet et une hikikomori. Kurosawa, bien que maintenant enfin réintégré parmi ses compagnons, est incapable d'abandonner sa compagne souffrante et la convainc obstinément de participer à la réunion. Enfin, Kitahara commence également une nouvelle vie au lycée.

## After the juvenile
Quelques années plus tard, le groupe qui avait passé un agréable voyage scolaire, à l'époque baptisé le groupe SOS (référence à la série La Mélancolie de Haruhi Suzumiya ), se retrouve à nouveau pour retourner à Kyoto et refaire l'itinéraire précédent. Kurosawa, malgré les demandes insistantes de Sugawa, avec qui il sort régulièrement, a préféré ne pas inviter la jeune fille et le groupe, appelé cette fois l'Ordre des Chevaliers Noirs (référence à la série animée Code Geass ), est composé des membres habituels : Kurosawa, Kitahara, Nagaoka, Takigawa et Pizzata.
Cependant, l'ambiance n'est plus la même que la fois précédente et le groupe commence bientôt à s'insinuer dans la clandestinité mécontentement et intolérance : cela provoque des querelles et des confidences entre les Black Knights. Nagaoka et Takigawa, bien que toujours en couple, vont devoir bientôt se séparer car la jeune fille veut entrer dans le monde de la mode et a donc décidé d'étudier dans une autre ville. De plus, le nerd Pizzata a l'intention de déménager à Kyoto pour commencer à travailler dans le célèbre studio d'animation de cette ville.
Kakeru assiste impuissant au désastre du voyage. Tous les sites qu'ils ont passés en revue n'ont pas semblé calmer l'irritation du groupe. Le jour du départ est maintenant venu, Kakeru se consacre à l'achat de souvenirs et, ayant rencontré Magister, ils se confient leurs fardeaux émotionnels respectifs, comme ils le faisaient autrefois dans l'intimité de la bibliothèque.
Rassuré grâce à la conversation avec la jeune fille, Kurosawa monte dans le train le cœur plus léger, prêt à accepter les changements et le défi de devenir adulte. Une fois à la gare, les chevaliers noirs prennent progressivement congé. Kurosawa, qui attendait un appel de Sugawa, se demande si la fille est toujours en colère contre lui. Puis, étonnamment, Sugawa apparaît, venu spécialement à la gare pour le récupérer.

## Personnages
Aya Kitahara (北原綾, Kitahara Aya), « l'Écureuil »
Introvertie et isolée, c'est une petite fille victime d'intimidation de la part de Sugawa. Bien que les farces et les harcèlements dépassent souvent les limites du mauvais goût, Kitahara endure silencieusement sans tentatives de se rebeller ou de faire rapport à l'autorité scolaire. Cette endurance silencieuse la conduit finalement à se venger avec l'aide de Kakeru, allant même jusqu'à faire chanter le faiire chanter. Ces problème la conduise à abandonner ses études et à devenir finalement hikikomori, condition dont elle ne sort que grâce à l'insistance de Kakeru.
Kakeru Kurosawa (黒沢翔, Kurosawa Kakeru), Master Onani
Retiré et incapable de se rapprocher de ses camarades de classe, Kakeru méprise ses camarades de classe, pour lesquels il ne ressent que du mépris. C'est précisément l'isolement et la fierté qui l'ont amené à développer une masturbation rituelle perpétrée dans la salle de bain des filles après l'école. Bien qu'il ait l'habitude d'imaginer posséder et violer des camarades de classe, Kakeru est en fait incapable d'approcher une fille. Le premier avec qui il noue une amitié sincère est Magister, dont il tombe amoureux.
Après avoir trouvé le courage de se signaler, Kakeru commence progressivement à mûrir, développant un réseau social animé et commençant également à cultiver une relation amoureuse avec Sugawa.
Keiji Nagaoka (長岡 圭史, Nagaoka Keiji)
Avec des cheveux afro , Nagaoka est le seul étudiant qui est toujours amical envers Kurosawa et aussi le seul qui essaie d'impliquer le garçon dans les activités étudiantes. Les attentions insistantes du garçon, cependant, ne sont pas les bienvenues et Kakeru l'a secrètement surnommé le roi d'Otaku. Son esprit d'initiative et son optimisme font de lui le partenaire idéal de Takigawa.
Magister Takigawa (滝 川 マ ギ ス テ ル, Takigawa Magister)
Une des plus jolies filles de la classe, classée par les garçons. En plus d'être attirante, Magister est aussi l'une des filles les plus amicales et les plus disponibles envers ses camarades de classe, puisqu'elle se moque des conventions sociales étudiantes clandestines qui obligent les différents groupes à ne pas se mélanger. Son amitié étroite à la bibliothèque les jours de pluie change profondément Kurosawa. Pizzata" Un nerd et otaku du groupe de Nagaoka. Sa taille et sa maladresse en font souvent l'objet de moqueries, mais il n'y prête pas attention. Contraint de se déclarer à Kitahara à cause d'une farce des intimidateurs, Pizzata n'en a pas moins de vrais sentiments amoureux envers la jeune fille, qui, au contraire, fait tout pour l'éviter et le rejeter. Il rêve de devenir animateur et de travailler dans le monde de l'anime et du divertissement.
Maiko Sugawa (須川麻衣子, Sugawa Maiko)
Avec ses deux amis les plus proches, elles harcèlent Aya Kitahara depuis des années, sachant très bien que la fille ne réagit pas même face aux provocations et farces les plus graves. Frappée par la vengeance du Maître Onani, elle parvient néanmoins à se rapprocher de Kurosawa grâce aux heures passées ensemble au cours préparatoire à l'université le garçon, en effet, sans aucune demande, l'aide avec les exercices de mathématiques, gagnant ainsi le respect puis la sympathie de la jeune fille.